# Drosera adelae
Drosera adelae es una especie de planta carnívora, nativa de Australia. 

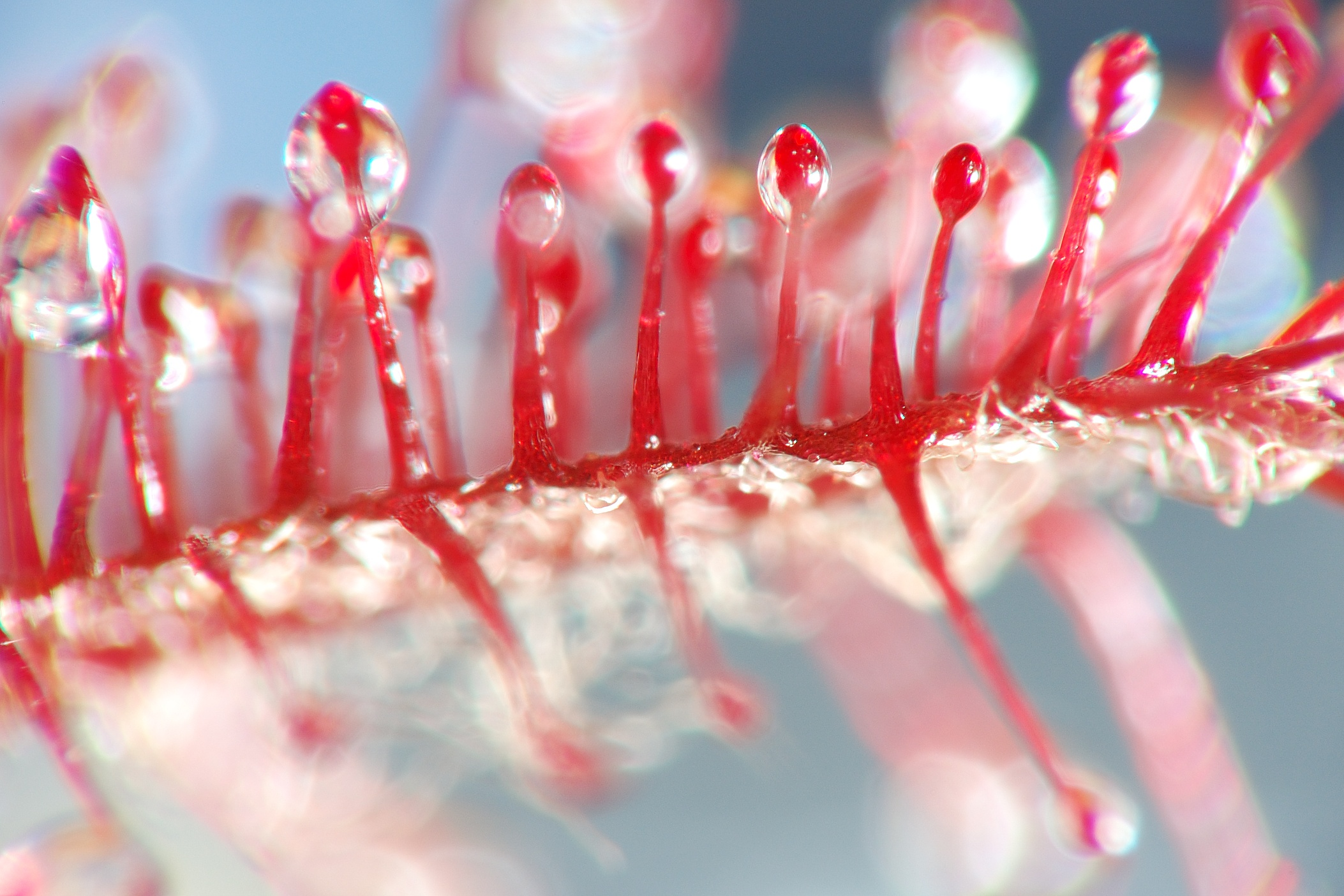
Detalle de los tentáculos

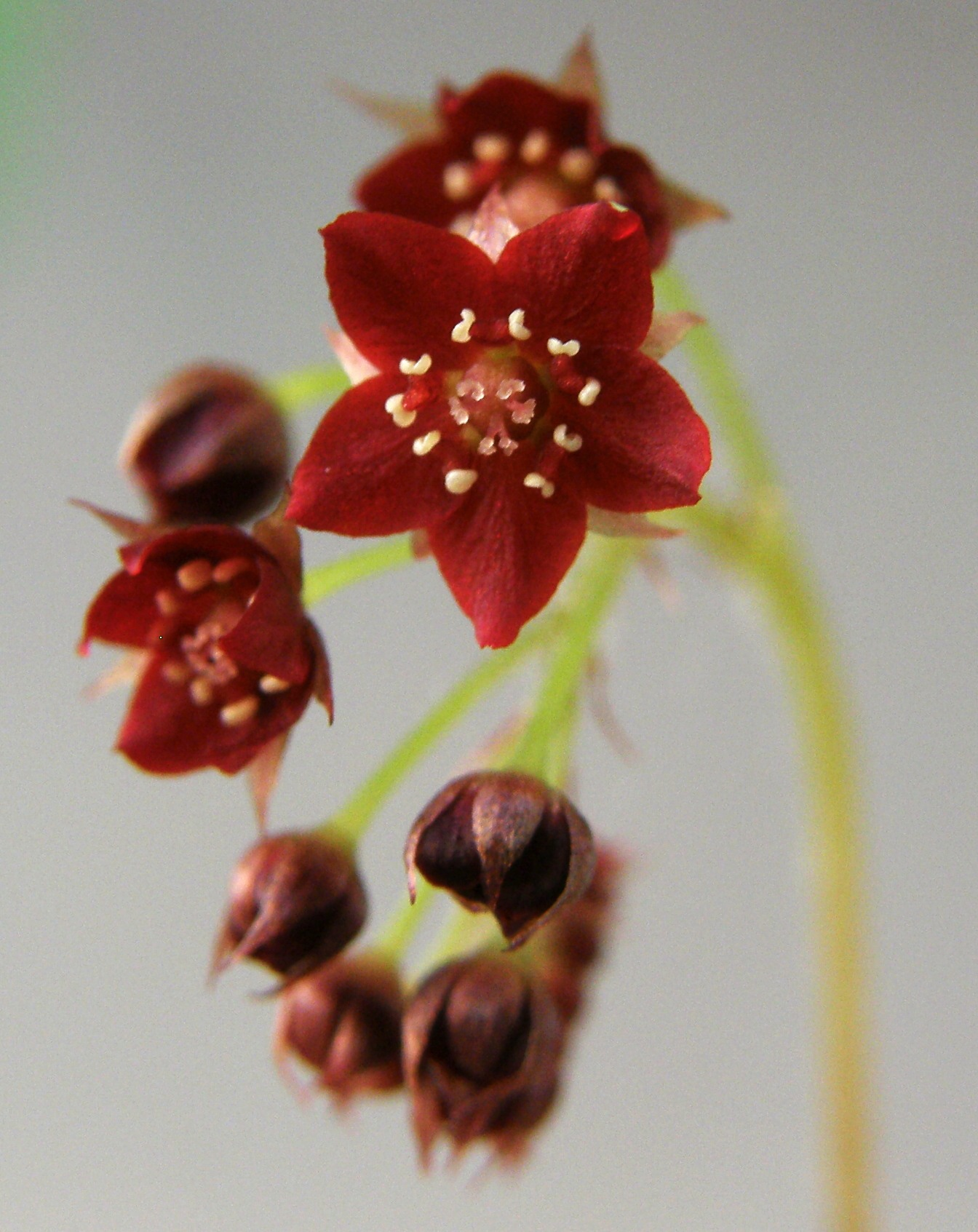
Detalle de la flor

## Descripción
Se encuentra cada vez más en las orillas de los ríos cubiertos de musgo. Esta especie prefiere más sombra que la mayoría, y se puede quemar cuando se expone al sol directo sin un período de aclimatación anterior. Cuando se encuentran en la sombra, las hojas pueden llegar a tener 30 cm de largo y ser de color verde, cuando más le dé la luz del sol, sus hojas son más cortas y de color rojizo. Esta drosera crece mejor con alta humedad y temperaturas frescas. Está estrechamente relacionada con Drosera schizandra y Drosera prolifera. Sus flores se producen en dos formas: de color amarillo opaco, o rojo brillante. 

## Distribución y hábitat
Es una especie de clima tropical húmedo, su distribución geográfica está limitada hasta el Noroeste de Queensland. Crece en zonas pantanosas, bajo los árboles en las colinas que rodean la bahía de Rockingham.

## Taxonomía
La especie fue descrita por Ferdinand von Mueller y publicado en Fragmenta Phytographiae Australiae 4: 154, t. 33, en el año 1864.
Etimología
Drosera: tanto su nombre científico –derivado del griego δρόσος [drosos]: "rocío, gotas de rocío"– como el nombre vulgar –rocío del sol, que deriva del latín ros solis: "rocío del sol"– hacen referencia a las brillantes gotas de mucílago que aparecen en el extremo de cada hoja, y que recuerdan al rocío de la mañana.